# Campeonato da NACAC de Corrida de Montanha
O Campeonato da NACAC de Corrida de Montanha (em inglês: NACAC Mountain Running Championships) é uma competição anual de corrida de montanha organizada pela NACAC para os atletas que representam os países de suas associações afiliadas. No entanto, até 2012, apenas a participação de atletas do Canadá, México e Estados Unidos eram aceitas. O evento foi criado em 2004. 

## Edições
|     | Ano  | Sede                  | País           | Data           |
| --- | ---- | --------------------- | -------------- | -------------- |
| 1º  | 2004 | Vail, Colorado        | Estados Unidos | 4 de julho     |
| 2º  | 2005 | Vail, Colorado        | Estados Unidos | 4 de junho     |
| 3º  | 2006 | Ajijic                | México         | 25 de junho    |
| 4º  | 2007 | Canmore               | Canadá         | 28 de julho    |
| 5º  | 2008 | Tepatitlán de Morelos | México         | 15 de junho    |
| 6º  | 2009 | Nova Hampshire        | Estados Unidos | 28 de junho    |
| 7º  | 2010 | Canmore               | Canadá         | 9 de julho     |
| 8º  | 2011 | Ajijic                | México         | 17 de julho    |
| 9º  | 2012 | West Vancouver        | Canadá         | 21 de julho    |
| 10º | 2013 | Nova Hampshire        | Estados Unidos | 21 de julho    |
| 11º | 2014 | Ajijic                | México         | 20 de julho    |
| 12º | 2015 | West Vancouver        | Canadá         | 18 de julho    |
| 13º | 2016 | Tepatitlán de Morelos | México         | 10 de julho    |
| 14º | 2017 | Golden                | Canadá         | 24 de setembro |
| 15º | 2018 | Lincoln               | Estados Unidos | 8 de julho     |
| 16º | 2019 | Tepatitlán de Morelos | México         | 20 de outubro  |

## Competições
- Campeonato da NACAC de Atletismo
- Campeonato da NACAC de Atletismo Sub-23
- Campeonato da NACAC de Atletismo Sub-20
- Campeonato da NACAC de Atletismo Sub-18
- Campeonato da NACAC de Marcha Atlética
- Campeonato da NACAC de Corta-Mato